# Groupe Bilderberg
Le groupe Bilderberg, aussi appelé conférence de Bilderberg ou club Bilderberg, est un rassemblement annuel et informel d'environ cent trente personnes, essentiellement des Américains et des Européens, composé en majorité de personnalités de la diplomatie, des affaires, de la politique et des médias. Le forum possède des bureaux à Leyde, aux Pays-Bas.
Le forum est inauguré en mai 1954 à Oosterbeek aux Pays-Bas, lors d'une réunion à l'hôtel Bilderberg, qui donnera le nom.
Sa non-médiatisation et la non-divulgation du bilan des conférences annuelles posent régulièrement la question du droit à l'information concernant la population mondiale, alimentant ainsi les craintes par rapport au devoir de transparence des décideurs politiques et économiques. 

## Fondation
Dans les années 1950, l'ancien diplomate polonais Joseph Retinger et Andrew Nielsen, inquiets de la montée de l'antiaméricanisme en Europe occidentale alors que la guerre froide fait rage, conçoivent l'idée d'un forum international où les dirigeants européens et nord-américains pourraient se réunir pour discuter du développement de coopérations en matières militaire, économique et politique. Hubert Védrine, ancien ministre français des Affaires étrangères explique : « À l'époque, le but était de convaincre les dirigeants européens et américains de resserrer les liens et de ne pas baisser la garde face à la puissante Union soviétique ».

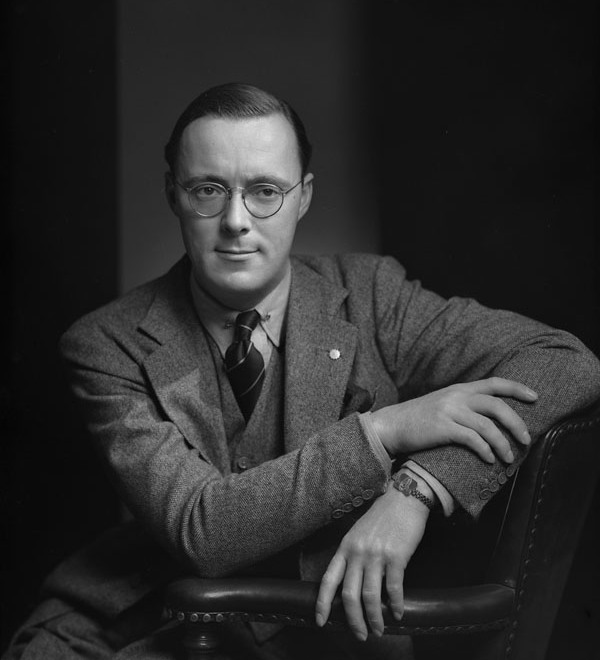
Prince Bernhard des Pays-Bas.

Joseph Retinger expose l'idée au prince Bernhard des Pays-Bas qui lui fait un accueil favorable, ainsi que l'ex-Premier ministre belge Paul Van Zeeland et le dirigeant de l'époque du groupe de produits de grande consommation Unilever, le Néerlandais Paul Rijkens. Le prince Bernhard contacte pour sa part le général Walter B. Smith, alors directeur de la CIA, qui demande au conseiller d'Eisenhower, Charles Douglas Jackson, d'examiner la proposition.

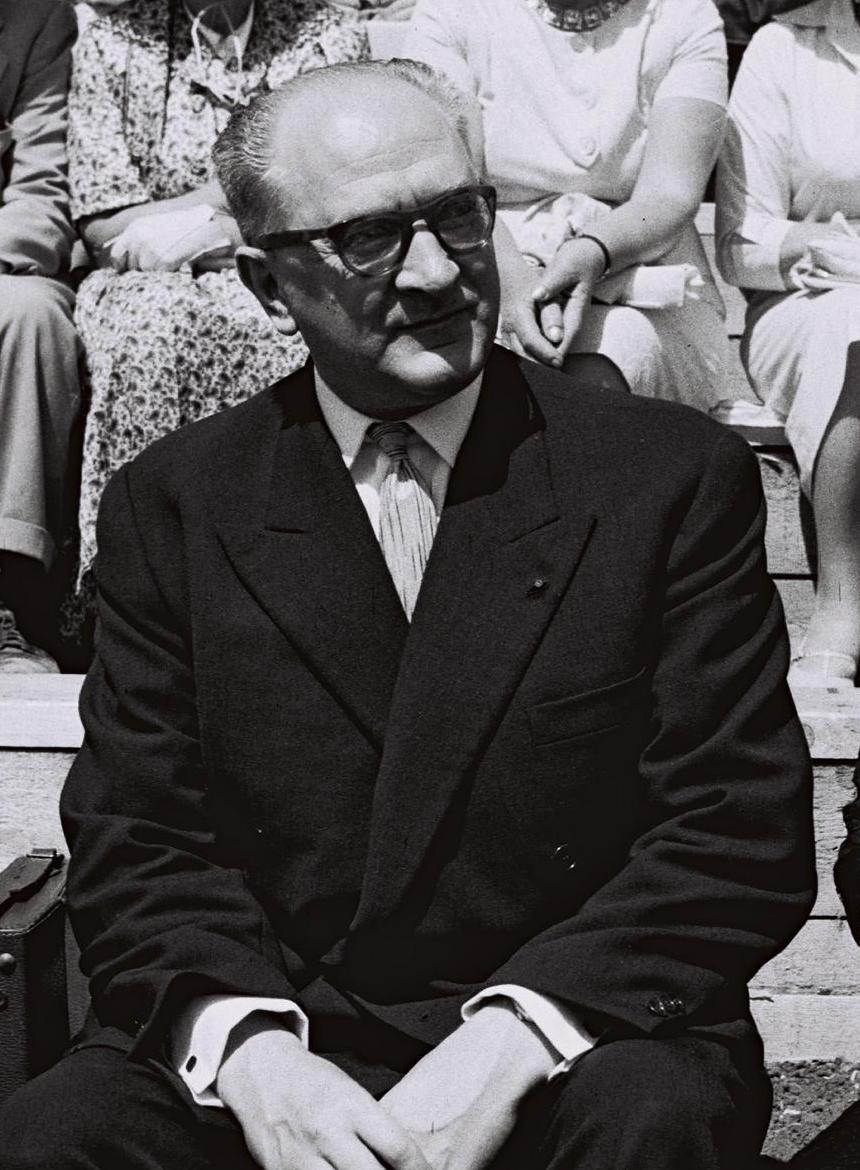
Guy Mollet, dirigeant de la SFIO.

Chaque pays devait compter deux invités, représentant la majorité et l'opposition dans chacun d'entre eux. Une réunion préparatoire est organisée le 25 septembre 1952, à l'hôtel particulier de François de Nervo, dans le 16e arrondissement de Paris, en présence de Retinger, Van Zeeland, le prince Bernhard, Antoine Pinay (président du conseil et ami du baron de Nervo) et Guy Mollet (patron de la SFIO) et plusieurs personnalités étrangères. Parmi celles-ci se trouvent le Britannique Colin Gubbins (ancien général du Special Operations Executive contre l'occupant nazi), le Néerlandais Joseph Luns (ex-secrétaire général de l'OTAN) et le Danois Ole Bjørn Kraft (ancien ministre de la Défense et président du Conseil de l'Atlantique).

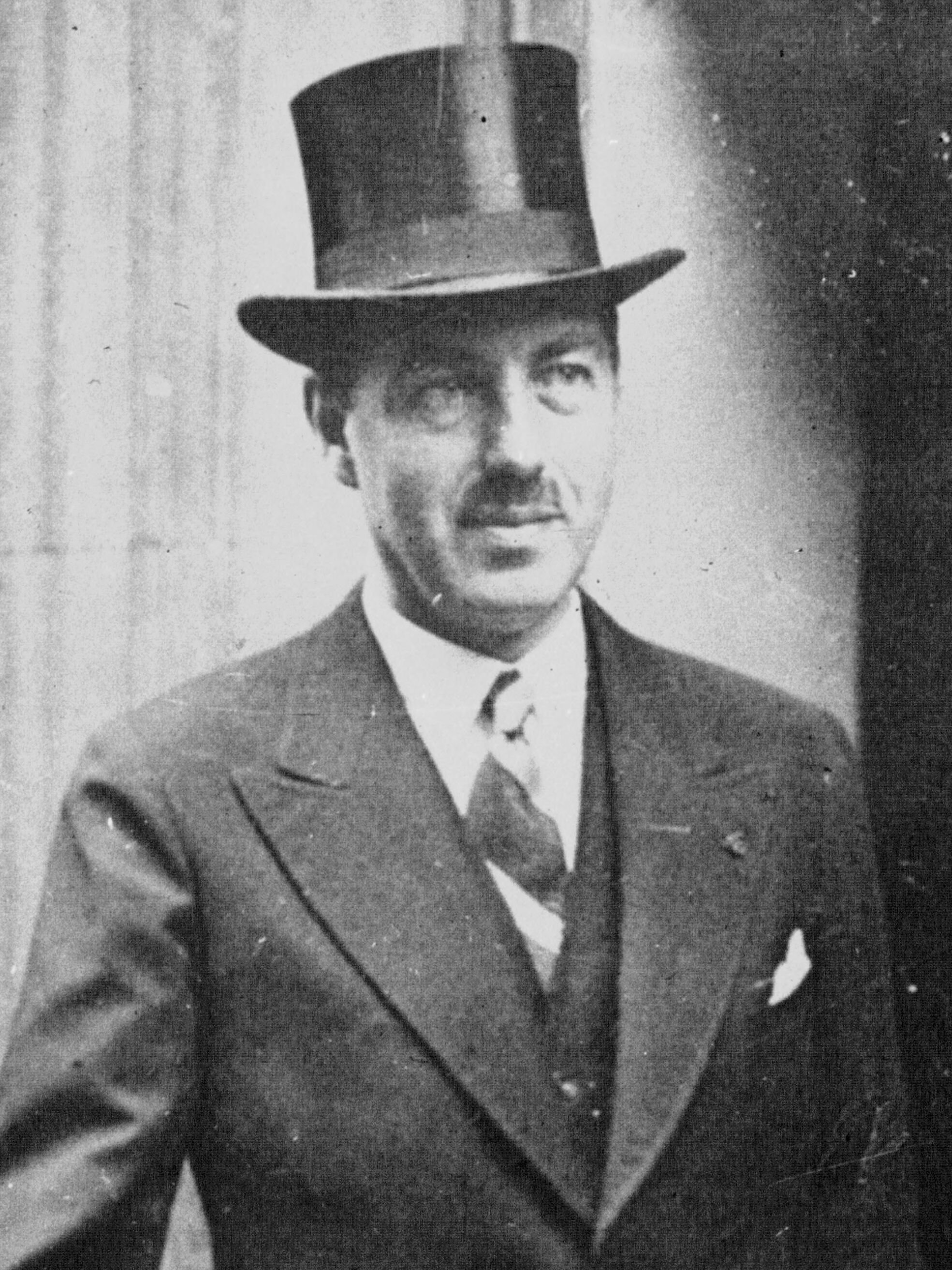
Paul Van Zeeland, ex-Premier ministre et ministre belge des Affaires étrangères, cofondateur de l'OTAN.

La conférence inaugurale se tient deux ans plus tard à l'hôtel De Bilderberg, situé à Oosterbeek, dans l'est des Pays-Bas, du 29 au 31 mai 1954. Cinquante délégués en provenance de onze pays d'Europe occidentale y assistent, aux côtés de onze Américains dont David Rockefeller. La réussite de l'événement décide les organisateurs à organiser cette conférence sur une base annuelle. Un comité directeur permanent est mis en place, avec Retinger comme secrétaire permanent.
Les conférences ont eu lieu en France, en Allemagne et au Danemark les trois années suivantes. Puis, en 1957, la première conférence outre-Atlantique, sur l'île de Saint-Simon, a été organisée. Elle a été financée à hauteur de 30 000 dollars par la Fondation Ford, qui financera également les conférences de 1959 et de 1963,.

## Organisation

### Le comité directeur
La conférence de Bilderberg est organisée chaque année au mois de mai ou juin par le comité directeur, qui comprend un président et un secrétaire général honoraire. Il n'est pas possible d'être membre du groupe Bilderberg car les invités ne le sont que de manière ponctuelle. Les seuls membres permanents à proprement parler sont ceux du comité directeur, dont le président est l'assureur français Henri de Castries.

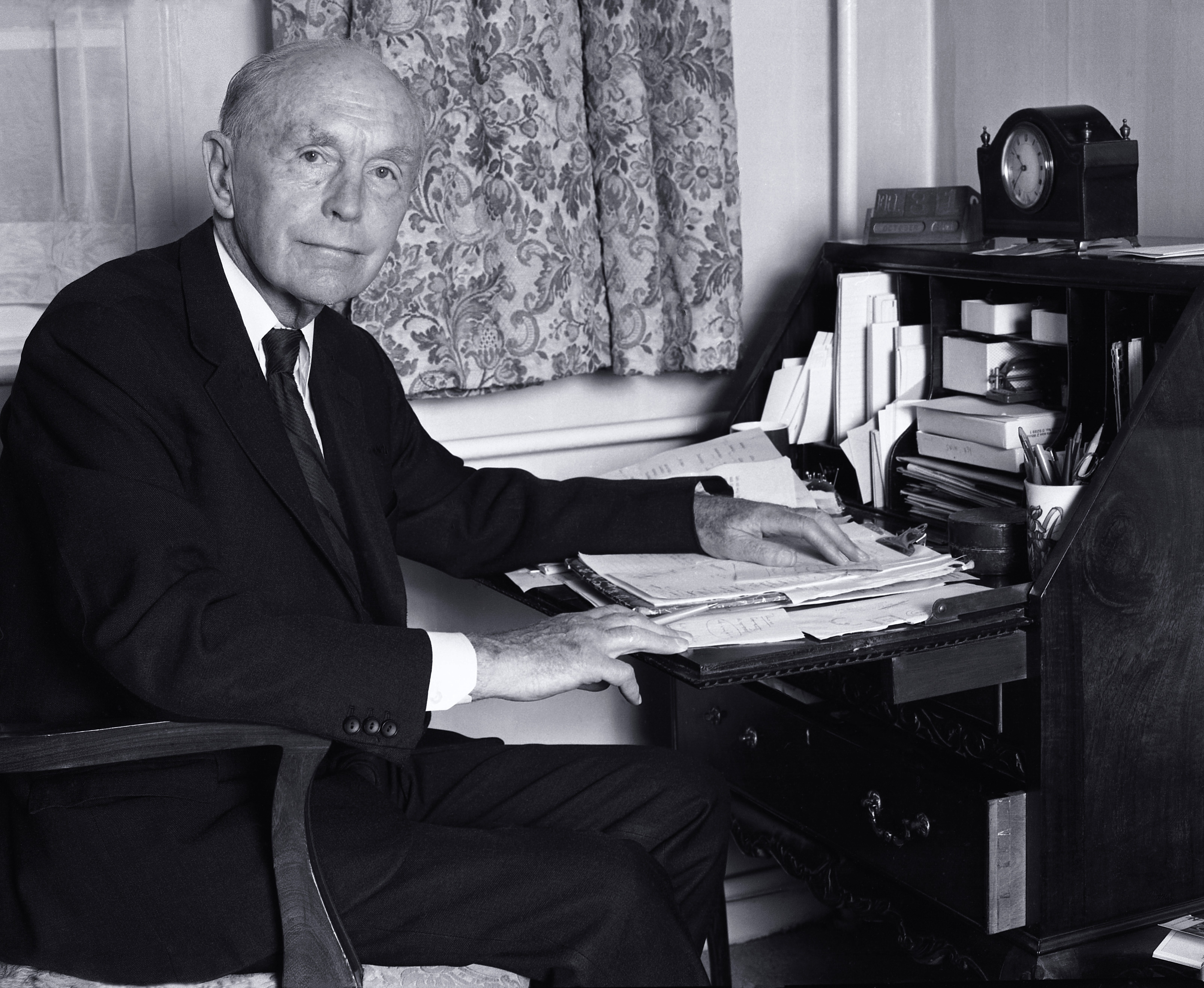
Alec Douglas-Home, ancien Premier ministre britannique et président du comité directeur de la conférence de Bilderberg de 1977 à 1980.

En 1976, un scandale de corruption, impliquant le prince Bernhard qui favorisait le groupe d'armement américain Lockheed auprès de l'armée néerlandaise, en marge du sommet et contre rétribution, faillit mettre fin aux réunions ; la conférence survit toutefois et le prince fut remplacé à la tête du comité directeur par Alec Douglas-Home, ancien Premier ministre britannique.
Le poste de président du comité directeur a été successivement occupé par :
|   | Date        | Nom                           |
| - | ----------- | ----------------------------- |
| 1 | 1954-1975   | Bernhard de Lippe-Biesterfeld |
| 2 | 1977-1980   | Alec Douglas-Home             |
| 3 | 1981-1985   | Walter Scheel                 |
| 4 | 1986-1989   | Eric Roll                     |
| 5 | 1990-1998   | Peter Carington               |
| 6 | 1999-2011   | Étienne Davignon              |
| 7 | Depuis 2012 | Henri de Castries             |

### La conférence
Chaque conférence a lieu pendant un week-end, dans un lieu généralement communiqué peu de temps auparavant. Les participants, invités par le comité directeur, n'ont pas le droit de sortir de l'hôtel de résidence pendant les deux jours que dure la conférence et ne peuvent pas être accompagnés de leur conjoint ou de leur(s) secrétaire(s). Tous les membres sont assis par ordre alphabétique, sans distinction protocolaire.

Interrogé par le journaliste français Bruno Fay, Nicolas Beytout précise : 

« J’ai fait trois Bilderberg. Mais on ne demande pas à participer : on est invité par le comité de direction. Nous sommes installés par ordre alphabétique, il n’y a absolument aucun protocole ni décorum. Des sessions thématiques sont annoncées à l’avance avec deux ou trois orateurs qui font un exposé avant d’ouvrir le débat avec la salle. La confidentialité est un gage très grand de sincérité qui permet aux participants de dire vraiment ce qu’ils pensent. »

Jusque dans les années 1980, l'anglais et le français étaient les deux langues officielles de la conférence de Bilderberg, avant que l'anglais ne devienne la seule langue utilisée.
Les débats comprennent un exposé de dix minutes puis trois minutes de questions, sur des thèmes aussi divers qu'« austérité et croissance » ou l'Occident face à l'Iran en 2012 ; seul Henry Kissinger ayant le droit de déborder du temps imparti. Lors de chaque réunion, deux journalistes de The Economist, en tant que greffiers, dressent un compte rendu écrit, lequel n'est pas rendu public ; grâce à la discrétion entourant les discussions, les participants saluent souvent la liberté de ton qui y règne.
Sous la présidence d'Henri de Castries, le groupe Bilderberg se dote d'un site Internet qui publie la liste des invités et des thèmes des discussions.

## Controverses et théories du complot

### «Gouvernance mondiale»

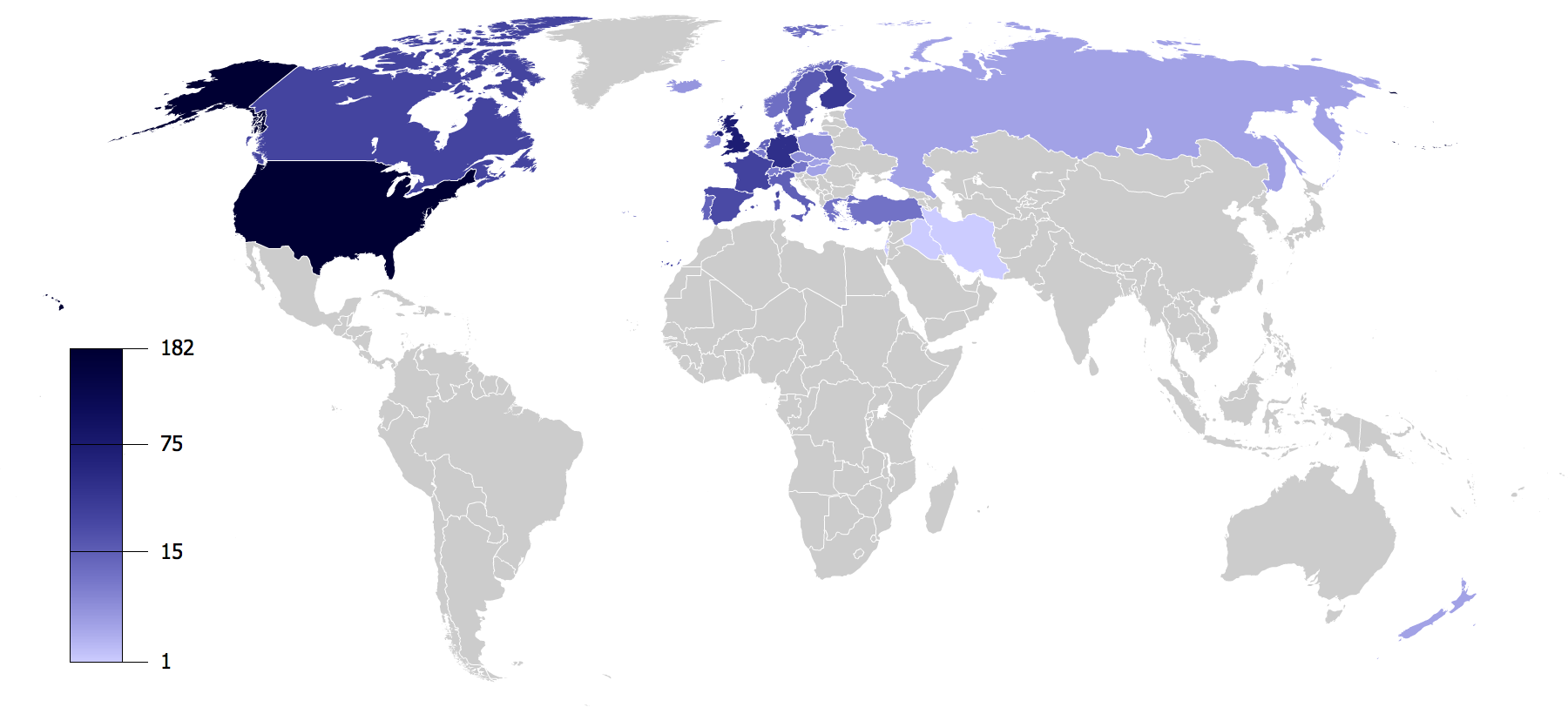
Carte des pays ayant eu, en 2009, le plus de personnalités politiques présentes aux réunions Bilderberg depuis leur lancement en 1954.

Les premières fuites sur l'existence de la conférence couplées à la non-médiatisation des discussions ont alimenté les théories du complot pendant la guerre froide, notamment chez l'essayiste antimaçonnique Roger Mennevée. Dans un article de 1967, celui-ci présente la conférence de Bilderberg comme faisant partie d'une conspiration mondiale visant à instaurer un gouvernement mondial (la « Synarchie ») dirigé par les États-Unis et prévoyant l’abandon des souverainetés nationales,. Mennevée soutient que toutes les personnalités françaises qui s’étaient associées au Bilderberg, telles que Georges Pompidou, Antoine Pinay et Guy Mollet, étaient également les opposants les plus résolus à la politique nucléaire du président Charles de Gaulle car le projet atlantiste auquel participait la conférence de Bilderberg ne pouvait se faire sans démanteler la force de dissuasion nucléaire française. Cet article est repris par le journal Libération dix ans plus tard lors de la réunion du groupe Bilderberg à Torquay en 1977.
D'après Conspiracy Watch, ce sont « les partisans de Goldwater [lors de la campagne présidentielle américaine de 1964], où l’on trouvait aussi bien des tenants de la droite religieuse que des suprémacistes blancs ou encore les anti-communistes de la John Birch Society, [qui] furent les premiers à dénoncer la famille Rockefeller et le groupe Bilderberg ».
Dans son essai Les vrais maîtres du monde publié en 1979, Luis M. González-Mata,, « alimente la suspicion » contre l'organisation, décrite comme « un groupe opaque où se serait décidé un « nouvel ordre mondial » par le jeu de soutiens ou d’oppositions à des gouvernements, de décision de coups d'État... Mais rien n'a jusqu'à maintenant permis d’étayer l'influence réelle de ce groupe », précisent Les Décodeurs.
Dans un livre publié en 1985, Georges-Albert Astre et Pierre Lépinasse (La démocratie contrariée. Lobbies et jeux de pouvoir aux États-Unis) sont persuadés que le groupe Bilderberg exercerait une tutelle sur l'Occident.

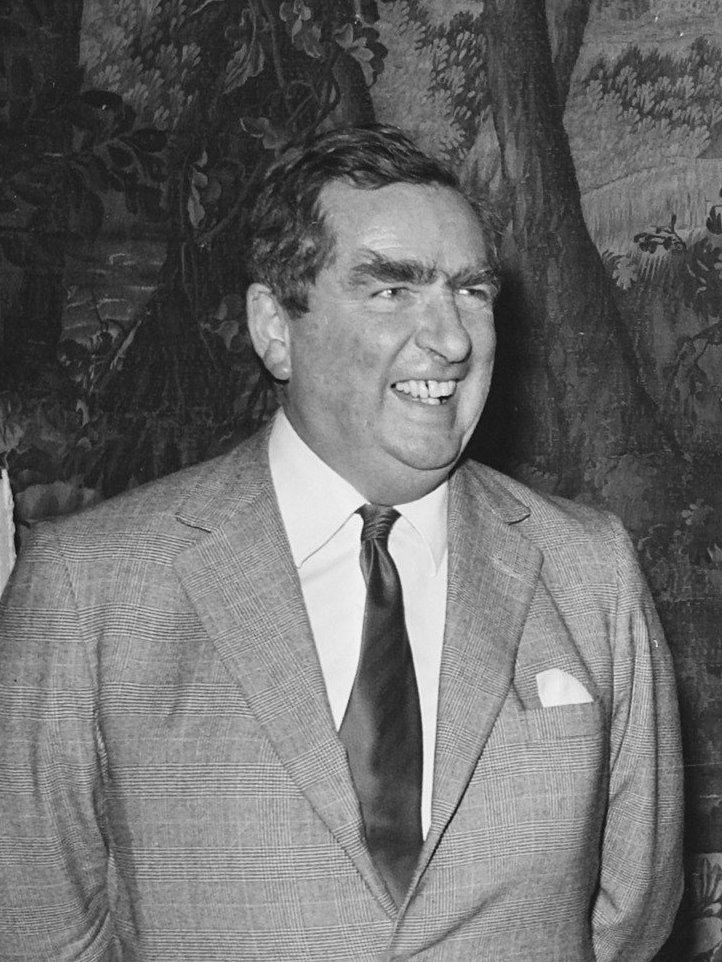
Denis Healey.

Denis Healey, l'un des initiateurs de la conférence de Bilderberg de 1954 et membre du comité directeur pendant 30 ans, a expliqué en 2001 :

« Dire que nous cherchions à mettre en place un gouvernement mondial unique est très exagéré, mais pas totalement absurde. Nous autres à Bilderberg pensions qu'on ne pouvait pas continuer à se faire la guerre éternellement et à tuer des millions de gens pour rien. Nous nous disions qu'une communauté unique pouvait être une bonne chose. »

En 2005, Étienne Davignon, autre membre important, en réponse à la BBC qui l'interrogeait sur les théories du complot :

« C'est inévitable, mais à quoi bon ? Il y a toujours eu des gens pour croire aux conspirations, seulement les choses arrivent de façon beaucoup moins cohérente… Quand les gens parlent de nous comme d'un gouvernement mondial secret, je me dis que, si nous sommes ce gouvernement, nous n'avons pas vraiment de quoi être fiers. »

L'ancien ministre français des Affaires étrangères Hubert Védrine :

« Cette idée de complot est une farce. Le Bilderberg réunit des gens du même monde qui se rencontrent dans d'autres cercles. »

L'économiste français Nicolas Baverez : 

« Contrairement aux fantasmes, aucune décision n'y est prise. En fait, on est là pour travailler. Les deux jours et demi sont très intenses. De 8 heures à 20 heures, il y a une succession de débats. »

### Manipulation de l'opinion
En 2012, le procureur et sénateur italien Ferdinando Imposimato alimente la controverse historique sur l'implication des États occidentaux et de l'OTAN dans les attentats ayant secoué l'Italie des « années de plomb » : dans son livre La Repubblica delle stragi impunite (« La république des massacres impunis »), il défend la thèse de la « stratégie de la tension » mise en œuvre pour renforcer le pouvoir étatique, et dénonce dans celle-ci l'implication directe ou indirecte des réseaux secrets de l'OTAN de l'époque, dont les cellules stay-behind italiennes (le « Gladio ») et le groupe Bilderberg.

### Conflits d'intérêts
Le groupe Bilderberg est aussi devenu un authentique objet d'études à partir des années 1979-1980. Dans The Bilderberg and the West, paru en 1980, le chercheur Peter Thompson explique que le forum annuel de Bilderberg est une rencontre entre les dirigeants des multinationales les plus importantes et les figures politiques clés des pays occidentaux, afin de discuter ensemble des grandes problématiques internationales.
En 2009, Frédéric Charpier présente le but des sommets Bilderberg comme une coordination euro-américaine « au nom des principes démocratiques, mais aussi dans l'intérêt du capitalisme ». La même année, l'historienne Chloé Maurel explique que le groupe Bilderberg, dont elle souligne l'absence de transparence, a été créé dans le contexte de la guerre froide pour renforcer la coopération entre les États-Unis et leurs partenaires d’Europe occidentale.

### Manque de transparence
L'opacité des décisions prises[pas clair] lors de leurs réunions a été fortement critiquée. En réponse le groupe publie le nom des participants et la teneur de certaines des discussions qui y sont tenues.

En 2003, en réponse à une question parlementaire, le Conseil fédéral suisse précise que :

« les conférences Bilderberg sont un forum d'échange sur les principaux sujets d'actualité dans les domaines les plus divers entre membres de gouvernements, diplomates, personnalités politiques, personnalités économiques, représentants de la science, de la formation, de la presse et d'instituts spécialisés. […] L'objectif de cette conférence privée est une discussion libre et ouverte. Les participants y défendent leur opinion personnelle et n'y parlent pas au nom de leur gouvernement ou de leur employeur. C'est pour cette raison que les organisateurs renoncent à faire de la publicité autour de ces discussions. […] Les participants qui acceptent une invitation personnelle à la conférence se déclarent prêts à renoncer à toute publicité. Du reste, il ne s'agit pas de négociations, mais de discussions qui permettent et favorisent une mise en réseau des idées et des personnes. »

## Dernières réunions

### Conférences annuelles

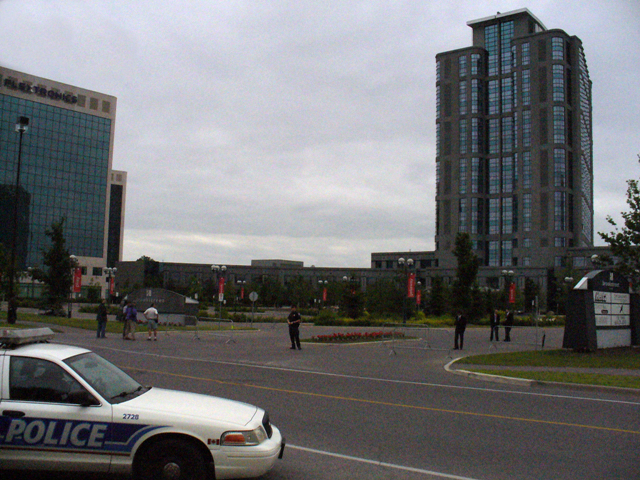
Réunion du groupe du 3 au 6 juin 2006 au Brookstreet Hotel à Kanata (Canada).

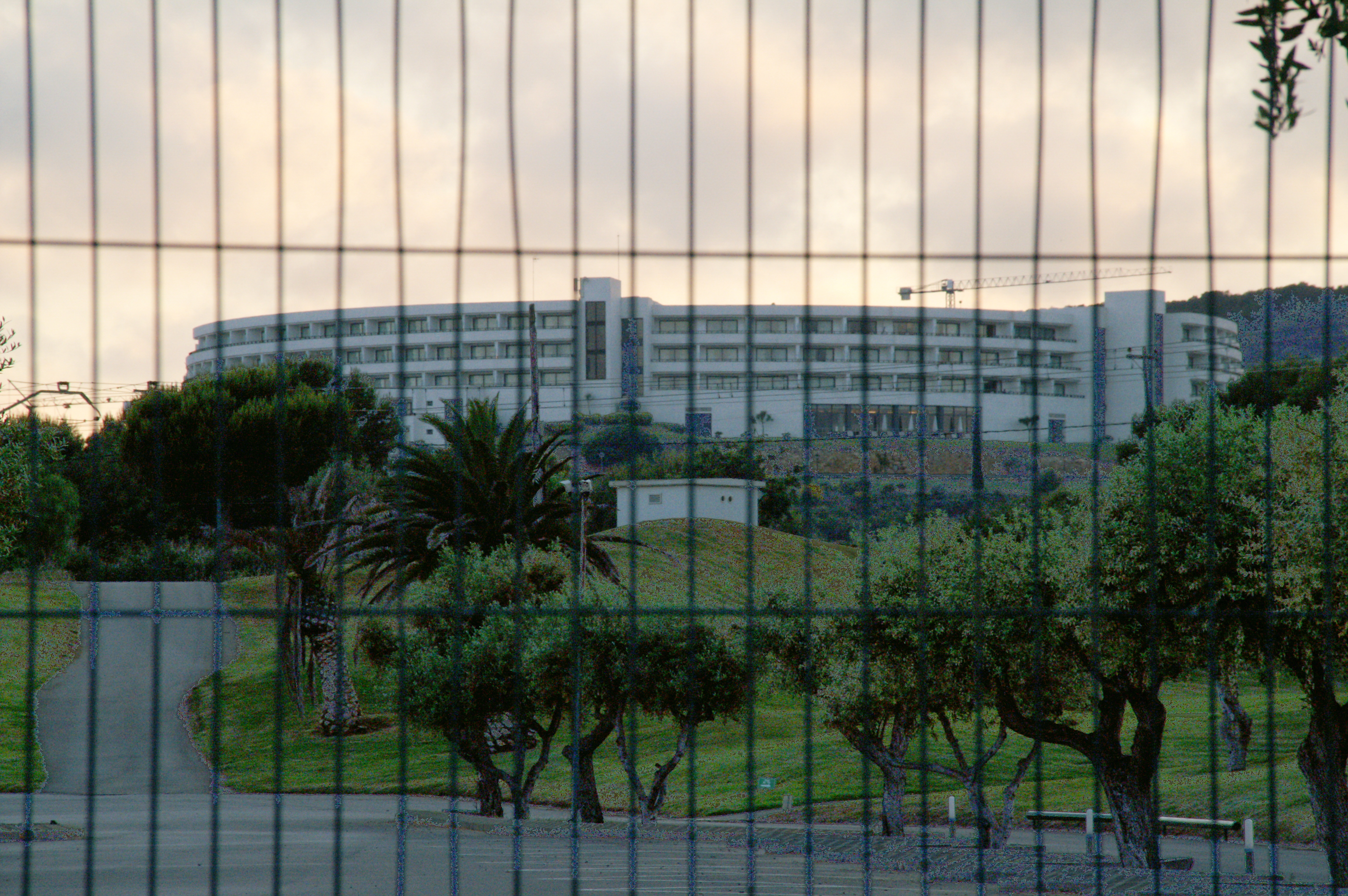
Conférence du groupe à l'Hotel Dolce de Sitges en 2010 en Espagne.

- 2005 : La réunion s'est déroulée du 5 au 8 mai en Bavière. Celle-ci fut préparée par le comité de direction comprenant : Josef Ackermann de la Deutsche Bank, Jorma Ollila de Nokia, Richard Perle (ancien conseiller du Pentagone), Vernon Jordan (confident de l’ancien président Bill Clinton), Jürgen Schrempp de DaimlerChrysler, Peter Sutherland de Goldman Sachs, Motorola, Daniel Vasella de Novartis et James Wolfensohn de la Banque mondiale. Étaient attendus Henry Kissinger, Natan Sharansky et Bernard Kouchner[24].
- 2006 : La conférence a lieu du 3 au 6 juin à l'hôtel Brookstreet situé à Kanata, en banlieue d'Ottawa, au Canada.
- 2007 : La réunion a lieu au Ritz-Carlton d'Istanbul (Turquie), dans le district de Şişli, du 31 mai au 3 juin[25].
- 2008 : La réunion s'est tenue du 5 au 8 juin 2008 au même lieu qu'en 2002 : au Westfields Marriott à Chantilly, Virginie, États-Unis[26].
- 2009 : La réunion s'est tenue du 14 au 17 mai à l'Astir Palace de Vouliagméni (station balnéaire proche d'Athènes), en Grèce. Parmi les invités : le vicomte Étienne Davignon, ancien vice-président de la Commission européenne et président honoraire du groupe Bilderberg ; Francisco Pinto Balsemão, ancien Premier ministre du Portugal ; Franco Bernabè, PDG de Telecom Italia et vice-président de Rothschild Europe ; Carl Bildt, ancien Premier ministre de la Suède ; Kenneth Clarke, ministre de la Justice au Royaume-Uni ; Richard Dearlove, ancien chef du service de renseignements britannique MI6 ; Claudio Jhovanny II Bertarelli, homme d'affaires proche parent d'Evelyn de Rothshild et héritier des fondateurs de Merck-Serono ; Donald Graham, PDG de la Washington Post Company ; Jaap de Hoop Scheffer, secrétaire général de l'OTAN ; John Kerr, membre de la Chambre des lords britannique et président de Royal Dutch Shell ; Jessica Matthews, présidente de la Dotation Carnegie pour la paix internationale ; Richard Perle de l'American Enterprise Institute ; Romano Prodi, ancien Premier ministre italien ; J. Robert S. Prichard, PDG de Torstar Corporation et président émérite de l'université de Toronto ; Peter Sutherland, ancien directeur général de l'Accord général sur les tarifs douaniers et le commerce (GATT), premier directeur général de l'Organisation mondiale du commerce (OMC), président de British Petroleum (BP) et de Goldman Sachs International ainsi que membre de la direction de la Royal Bank of Scotland, président de la Commission trilatérale, vice-président de la Table ronde des industriels européens et membre de longue date de Bilderberg ; Peter Thiel, membre du conseil d'administration de Facebook ; Jeroen van der Veer, PDG de Royal Dutch Shell ; Martin Wolf, rédacteur en chef adjoint et journaliste économique en chef du journal Financial Times et finalement Fareed Zakaria, journaliste américain et membre de la direction du Council on Foreign Relations.
- 2010 : La réunion s'est tenue du 3 au 6 juin en Espagne, à Sitges (30 kilomètres de Barcelone)[27].
- 2011 : La réunion s'est tenue du 9 au 12 juin en Suisse à Saint-Moritz. La liste des participants de cette conférence a été dévoilée par le site 20 Minuten Online[28].
- 2012 : La réunion s'est tenue en juin à Chantilly aux États-Unis en Virginie[29].
- 2013 : La réunion s'est tenue du 6 au 9 juin à Hertfordshire en Angleterre.
- 2014 : La réunion s'est tenue du 29 mai au 1er juin à Copenhague au Danemark[30]. Parmi les invités : Emmanuel Macron, Fleur Pellerin et François Baroin[31],[32].
- 2015 : La réunion s'est tenue du 11 au 14 juin à Telfs-Buchen en Autriche. Parmi les invités : l'ancien président de la Commission européenne José Manuel Barroso.
- 2016 : La réunion s'est tenue du 9 au 12 juin à l'hôtel Taschenbergpalais à Dresde en Allemagne. Les listes des sujets abordés[33] et des participants[34] sont consultables dans le communiqué de presse[35].
- 2017 : La réunion a lieu du 1er au 4 juin 2017 à Chantilly en Virginie aux États-Unis, et est consacrée entre autres questions à la présidence de Donald Trump. Parmi les invités : Henry Kissinger, le secrétaire général de l'Otan Jens Stoltenberg et des membres de l'administration Trump comme Wilbur Ross, secrétaire du Commerce, ou le conseiller à la Sécurité nationale, le général H. R. McMaster. La Russie, la Chine, la prolifération nucléaire et la « guerre sur l'information (war on information[36]) » font partie des autres sujets abordés au cours de la réunion[37].
- 2018 : La réunion a eu lieu à Turin en Italie, du 7 au 10 juin 2018. Les sujets abordés sont : le populisme en Europe, le défi des inégalités, le futur du travail, l'intelligence artificielle, les États-Unis avant les élections de midterm, le libre échange, le leadership américain dans le monde, la Russie, les ordinateurs quantiques, l'Arabie saoudite et l'Iran, le monde « postvérité »[38].
- 2019 : La réunion a eu lieu à Montreux en Suisse, du 30 mai au 2 juin 2019[39].
- 2020 : La réunion prévue pour juin 2020 à Sierra City, en Californie aux États-Unis, a été ajournée en raison de la pandémie de Covid-19[40].

### Réunions bisannuelles du comité de direction
- 12 novembre 2009 : au château de Val Duchesse (à Bruxelles), dans le cadre de la désignation du premier président du Conseil européen[41],[42].
- Novembre 2011 : François Fillon reçoit à Matignon les trente membres du comité directeur[3].
- 13-14 novembre 2012 : à Rome, hôtel de Russie, en présence du Premier ministre italien Mario Monti[43].
- En février 2013 à Rome[3].

#### Études
- Valérie Aubourg, « Guy Mollet et le groupe de Bilderberg : le parcours original d'un Européen, 1952–1963 », Histoire(s) Socialiste(s) : revue du Centre Guy Mollet, Paris, Le Centre, no 1,‎ novembre 1999, p. 14-33 (ISSN 1620-459X).
- (en) Valérie Aubourg, « Organizing Atlanticism : the Bilderberg group and the Atlantic institute, 1952–1963 », Intelligence and National Security, vol. 18, no 2,‎ 2003, p. 92-105 (DOI 10.1080/02684520412331306760)Article repris dans : (en) Valérie Aubourg, « Organizing Atlanticism : the Bilderberg group and the Atlantic institute, 1952–1963 », dans Giles Scott-Smith et Hans Krabbendam (dir.), The Cultural Cold War in Western Europe, 1945-1960, Londres / Portland (Oregon), Frank Cass, coll. « Cass Series. Studies in Intelligence », 2003, 335 p. (ISBN 0-7146-5308-X), p. 92-105.
- (en) Valérie Aubourg, « The Bilderberg Group : Promoting European Governance Inside an Atlantic Community of Values », dans Wolfram Kaiser, Brigitte Leucht et Michael Gehler (dir.), Transnational Networks in Regional Integration : Governing Europe 1945-83, Palgrave Macmillan, coll. « Palgrave Studies in European Union Politics », 2010 (ISBN 978-1-349-31739-4), p. 38-60.
- (en) M. B. B. Biskupski, War and Diplomacy in East and West : A Biography of Józef Retinger, Londres / New York, Routledge, coll. « Routledge Studies in Modern History », 2017, XIV-322 p. (ISBN 978-0-367-27536-5, présentation en ligne), [présentation en ligne].
- (en) Thomas W. Gijswijt, Informal Alliance : The Bilderberg Group and Transatlantic Relations during the Cold War, 1952-1968, Londres / New York, Routledge, coll. « Routledge Studies in Modern History », 2018, 310 p. (ISBN 978-0-8153-9674-1).
- (en) Lukas Kantor, « Bilderberg Group and Transnational Capitalist Class : Recent Trends in Global Elite Club as Vindication of neo-Marxism », Critique : Journal of Socialist Theory, vol. 45, nos 1-2,‎ 2017, p. 183-204 (DOI 10.1080/03017605.2016.1268458).
- Evgenia Paparouni, « La notion de « théorie du complot » : plaidoyer pour une méthodologie empirique », dans Emmanuelle Danblon et Loïc Nicolas (dir.), Les rhétoriques de la conspiration, Paris, CNRS Éditions, coll. « CNRS éditions @ », 2010, 348 p. (ISBN 978-2-271-06999-3, présentation en ligne), p. 97-117.
- (en) Ian Richardson, Andrew Kakabadse et Nada Kakabadse, Bilderberg People : Elite Power and Consensus in World Affairs, Londres / New York, Routledge, 2013, 256 p. (ISBN 978-1-136-66465-6, lire en ligne).
- (en) Hugh Wilford, « CIA plot, socialist conspiracy, or new world order ? the origins of the Bilderberg group, 1952–55 », Diplomacy & Statecraft, vol. 14, no 3,‎ 2003, p. 70-82 (DOI 10.1080/09592290312331295576).

#### Essais, pamphlets et témoignages
- Christophe Deloire et Christophe Dubois, Circus politicus, Paris, Albin Michel, 2012, 461 p. (ISBN 978-2-226-23859-7)Réédition : Christophe Deloire et Christophe Dubois, Circus politicus, Paris, J'ai lu, coll. « J'ai lu : document » (no 10231), 2013, 509 p., poche (ISBN 978-2-290-05986-9).
- Christian Doumergue, Au cœur des théories du complot : Illuminati, Groupe Bilderberg, 09/11, MK Ultra, Nouvel Ordre Mondial, Commission Trilatérale, Skull & Bones..., Paris, Éditions de l'Opportun, 2017, 431 p. (ISBN 978-2-36075-491-5).
- Bernt Engelmann, Hôtel Bilderberg, Steidl Verlag, Göttingen, 2004,  (ISBN 3-88243-316-7).
- Robert Eringer, The global manipulators - The Bilderberg Group, the Trilateral Commission, convert power groups of the west, Pentacle Books, 1980.
- Bruno Fay, Complocratie, Moment, 2011,  (ISBN 978-2354170950).
- Michael Gama, Rencontres au sommet : quand les hommes de pouvoir se réunissent, L'Altiplano, 2007,  (ISBN 9782353460168) ; - enquête sur le groupe Bilderberg et la Commission trilatérale.
- Geoffrey Geuens, Tous pouvoirs confondus : État, capital et médias à l'ère de la mondialisation, EPO, 2003, 470 p., p. 25-30,  (ISBN 2872621938).
- Hervé Kempf, L’oligarchie, ça suffit, vive la démocratie, Seuil, 2011,  (ISBN 978-2021028881).
- Roger Lenglet et Olivier Vilain, Un pouvoir sous influence. Quand les think tanks confisquent la démocratie, Armand Colin, 2011,  (ISBN 9782200271800).
- Domenico Moro, Le groupe Bilderberg : « l'élite » du pouvoir mondial, Paris, Éditions Delga, 2015,  (ISBN 978-2-915854-80-0)
- David Rockefeller (trad. de l'anglais par Pierre Arnaud, Jean Bourdier et Isabelle Caron), Mémoires [« Memoirs »], Paris, Éditions de Fallois, 2006, 607 p. (ISBN 2-87706-587-1).
- Jim Tucker, Jim Tucker's Bilderberg Diary, American Free Press, 2005,  (ISBN 0974548421).

### Filmographie
- The Secret Rulers of the World (épisode 5) : The Bilderberg Group de Jon Ronson sur Channel 4 (2001).